# Lynn Chircop
Lynn Chircop (* 10. August 1980 in Santa Venera) ist eine maltesische Sängerin und Fernsehmoderatorin. Internationale Bekanntheit erreichte die auch nur mit ihrem Vornamen Lynn auftretende Künstlerin durch ihre Teilnahme am Eurovision Song Contest 2003. Nach ihrer Heirat im Jahr 2004 arbeitet sie als Lynn Faure bei maltesischen Sendern als Fernseh- und Radiomoderatorin.

## Leben
Lynn Chircop kam als Tochter von Philip und Carmen Chircop 1980 auf Malta zur Welt. Aus dieser Ehe stammt zudem der Bruder Alan. Die Eltern fördern bereits früh das musikalische Talent ihrer Kinder. Bereits als Vierjährige gewann Lynn Chircop mit dem Lied We Are The World den Kindergesangswettbewerb Mini Kanta und beide Kinder erhielten Klavierunterricht. Sie besuchte die katholische St. Joseph School in Blata l-Bajda, einem Vorort von Ħamrun. Neben den offiziellen Landessprachen Maltesisch und Englisch spricht Lynn Chircop Italienisch, Französisch, Spanisch und Deutsch. Nach der Schule machte sie am maltesischen Institute of Tourism Studies eine Ausbildung zur Fremdenführerin (Tourist Guide License). Ihre Ausbildung als Musikerin schloss sie mit einem Klavierstudium an der Hochschule für Musik und Theater „Felix Mendelssohn Bartholdy“ Leipzig ab und besuchte am dortigen Herder-Institut Deutschkurse.
Zurück in Malta spielte sie mit anderen Musikern als Trio oder Quartett klassische Musik. Als Interpretin der Popmusik trat sie in dieser Zeit solo oder als Mitglied der Gruppe Blend7 in Hotels und Nachtclubs auf. Am 8. Februar 2003 nahm Lynn Chircop beim maltesischen Vorentscheid zum Eurovision Song Contest 2003 teil. Bei der vom maltesischen Fernsehen PBS organisierten Veranstaltung Kanzunetta Maltija għall-Ewropa/Malta Song For Europe im Malta Fairs & Convention Centre in Ta’ Qali starteten insgesamt 24 Teilnehmer. Chircop trug den von Alfred Zammit komponierten Song To dream again vor, dessen Text von Cynthia Sammut stammt. Bei einer Entscheidung, die je zur Hälfte durch eine Jury und durch Televoting bestimmt wurde, erlangte dieses Lied den ersten Platz. Am 24. Mai 2003 vertrat Lynn Chircop mit To dream again ihr Heimatland Malta im Finale des Eurovision Song Contest 2003 in Lettland. Das Lied konnte das internationale Publikum nicht überzeugen und erreichte dort den 25. von 26 Plätzen.
Bereits vor der Teilnahme am Eurovision Song Contest begann Lynn Chircop ihre Fernsehkarriere als Ansagerin beim Sender Education 22. 2003 moderierte sie das Jugendprogramm Klabbzone des Senders TVM. Weiterhin präsentierte sie die populären Radioprogramme Separju and Eurovision Radio bei SUPER 1 Radio. Im Sommer 2004 startete sie mit der von ihr produzierten und moderierten ta’ Lynn Show, ihre erste eigene Fernsehshow im Programm von SUPER 1 TV. Es folgten 2006 das Showformat 22pm und 2009 die Sendung E-updates.
Lynn Chircop heiratete 2004 den 1969 in Australien geborenen Musiker Antoine Faure und tritt seitdem als Lynn Faure auf. Aus dieser Ehe ging eine Tochter hervor. Neben ihren Engagements beim Fernsehen und Radio ist Faure nach wie vor als Sängerin und Pianistin aktiv und komponiert eigene Stücke. Sie gibt Gesangs- und Klavierunterricht, arbeitet als Fremdenführerin und erteilt Englischkurse.